# 中部方面情報保全隊
中部方面情報保全隊（ちゅうぶほうめんじょうほうほぜんたい）は、陸上自衛隊伊丹駐屯地に駐屯していた陸上自衛隊情報保全隊隷下の地方情報保全隊のひとつで2009年（平成21年）7月31日に廃止された。

## 沿革
- 2003年（平成15年）3月27日：中部方面情報保全隊が伊丹駐屯地に新編。
- 2009年（平成21年）7月31日：中部方面情報保全隊（伊丹駐屯地）が廃止。

## 歴代隊長
| 代 | 氏名     | 在職期間                        | 前職                               | 後職                             |
| -- | -------- | ------------------------------- | ---------------------------------- | -------------------------------- |
| 01 | 山内正   | 2003年03月27日 - 2005年07月31日 | 中央調査隊副隊長                   | 中部方面総監部勤務               |
| 02 | 小田幸昌 | 2005年08月01日 - 2007年12月02日 | 第26普通科連隊長 兼 留萌駐屯地司令 | 伊丹駐屯地業務隊長               |
| 03 | 坂田順彦 | 2007年12月03日 - 2009年07月20日 | 第1特科隊長 兼 北富士駐屯地司令    | 陸上自衛隊情報保全隊（伊丹）付   |
| 末 | 原友孝   | 2009年07月21日 - 2009年07月31日 | 第21普通科連隊長 兼 秋田駐屯地司令 | 自衛隊情報保全隊中部情報保全隊長 |